# Jacob H. Neff

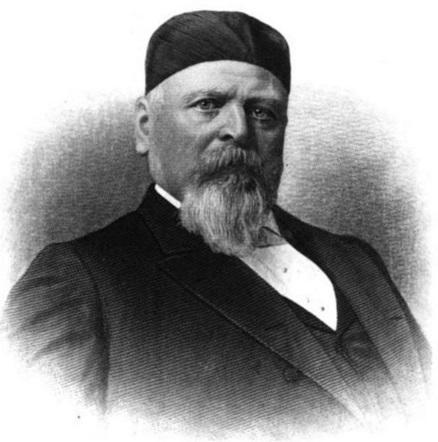
Jacob H. Neff

Jacob Hart Neff (* 13. Oktober 1830 in Strasburg,  Lancaster County, Pennsylvania; † 26. März 1909 im San Francisco County, Kalifornien) war ein US-amerikanischer Politiker. Zwischen 1899 und 1903 war er Vizegouverneur des Bundesstaates Kalifornien.

## Werdegang
Kurz nach seiner Geburt zogen Jacob Harts Eltern mit ihm nach Iowa, wo er später eine Lehre als Schmied absolvierte. Seit August 1850 war er in Kalifornien ansässig, wo er im Placer County hauptsächlich im Bergbau tätig wurde. Zwischenzeitlich war er auch an Plänen für eine mautpflichtige Straße beteiligt und er führte zusammen mit seinem Neffen ein Warengeschäft. Politisch schloss er sich der Republikanischen Partei an. Im Jahr 1867 war er Sheriff im Placer County. Zwischen 1871 und 1876 saß er im Senat von Kalifornien. Zwischenzeitlich war er auch Abgeordneter in der California State Assembly.
1898 wurde Neff an der Seite von Henry Gage zum Vizegouverneur von Kalifornien gewählt. Dieses Amt bekleidete er zwischen 1899 und 1903. Dabei war er Stellvertreter des Gouverneurs und Vorsitzender des Staatssenats. In den Jahren 1896 und 1908 nahm er als Delegierter an den jeweiligen Republican National Conventions teil, auf denen William McKinley und später William Howard Taft als Präsidentschaftskandidaten nominiert wurden. Er war unter anderem auch Präsident der Bergbauvereinigung von Kalifornien und Gefängnisbeauftragter. Jacob Neff starb am 26. März 1909 im San Francisco County.